# Джонсон, Кэти
Кэти Джонсон (англ. Katie Johnson, урождённая Бэсси Кейт Джонсон (англ. Bessie Kate Johnson), 18 ноября 1878 — 4 мая 1957) — британская актриса.
Её актёрский дебют состоялся на театральной сцене в 1890-х годах, после чего она много гастролировала по Великобритании, выступала в лондонском Вест-Энде, в Канаде и на Бродвее. На большом экране актриса впервые появилась в 1932 году, в возрасте 55 лет. Признания критиков и публики Джонсон добилась уже на закате своей карьеры, исполнив роль миссис Уилберфорс в чёрной комедии «Замочить старушку», которая принесла ей премию BAFTA в номинации лучшая женская роль.
Спустя два года, в возрасте 78 лет, Кэти Джонсон скончалась в деревне Элэм в графстве Кент.

## Награды
- BAFTA 1955 — «Лучшая женская роль» («Замочить старушку»)